# Richard Highton
Richard Highton (Chicago, 24 de diciembre de 1927-19 de febrero de 2025) fue un herpetólogo estadounidense, experto en la clasificación biológica de las salamandras de bosque.

## Actualidad
Actualmente es profesor emérito de biología en la Universidad de Maryland College Park. Cuando se jubiló, su colección de aproximadamente 140 000 especímenes de salamandra fue donada a la Institución Smithsonian.

## Reconocimiento
Obtuvo su Maestría y Doctorado en Filosofía por la Universidad de Florida.
El parásito intestinal de las salamandras Isospora hightoni recibió su nombre en su honor.